# Dipterus

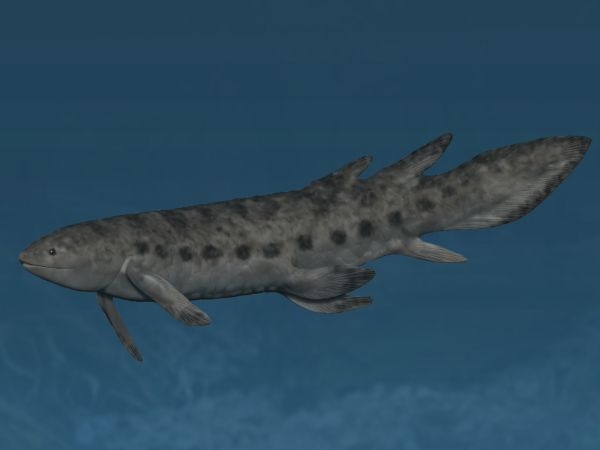
Rekonstruktion av Dipterus utseende.

Dipterus, är ett fossilt släkte bland lungfiskarna, känd från devontiden, med flera primitiva drag.
Dipterus hade en stor gällockspåt, två ryggfenor, en analfena, en dify-heterocerk stjärtfena och kvastformiga pariga fenor med lång, fjällklädd axel.